# Bambus
Bambușii sunt un grup de plante arborescente perene din familia Poaceae, subfamilia Bambusoideae, genul Bambuseae. Există în jur de 1000 de specii de bambuși. Bambusul este cunoscut și ca „arborele de fier”.
Tulpinile bambușilor sunt drepte, cilindrice, înalte până la 25 m, foarte rezistente, fiind folosite ca material de construcție. Tulpinile bambușilor mai mari sunt goale pe dinăuntru.
Dintre toate plantele cunoscute, bambușii sunt plantele arborescente care cresc cel mai repede (până la 1 metru pe zi).
Bambușii au mare semnificație economică și culturală în Asia de est și sud-est. Pot fi găsiți și în Africa subecuatorială și în Americi (sud-estul Statelor Unite, sudul Argentinei și Chile-ului).
Cu toate că unii bambuși înfloresc în fiecare an, majoritatea speciilor înfloresc mai rar. Unele specii înfloresc la intervale de până la 60 sau chiar 120 de ani. Odată ce un bambus a înflorit, planta va intra în declin și de cele mai multe ori va muri.

## Întrebuințări
Lujerii de bambus sunt comestibili și sunt folosiți în mai multe bucătării, de ex. chinezească, japoneză etc. Dar așa-numitul „bambus gigantic” conține cianură, deci nu poate fi consumat.
Bambusul este folosit în medicina tradițională chinezească pentru tratarea infecțiilor.
În construcții, bambusul este folosit pentru construirea schelelor sau pentru parchet (dar trebuie tratat cu soluții speciale sau ținut foarte uscat căci altfel va fi repede infestat de insecte).
Alte întrebuințări ale bambușilor sunt: pentru construcția de garduri, poduri, toalete, bastoane, canoe, mobilă, jucării, pălării, instrumente muzicale etc.
Fibrele de bambus sunt folosite în metoda tradițională chinezească de fabricație a hârtiei. Hârtie de înaltă calitate este actualmente fabricată în cantități reduse, dar hârtia folosită drept „bani” care sunt arși în cultura chineză (ca morții să nu ducă lipsă de nimic) este deseori făcută din fibre de bambus.
La fel, fibrele de bambus pot fi folosite și în fabricarea firelor sau țesăturilor textile.
Lemnul de bambus ascuțit era folosit mai demult pentru tatuat în Japonia, Hawaii etc.
În Vietnam, China, Japonia etc. bambusul este folosit deseori pentru manufactura pipelor.
Multe temple japoneze (mai mult șintoiste, dar și unele budiste) au crânguri de bambus ca apărare împotriva "duhurilor rele".
Oamenii din India au bambusul aproape toată viața lângă ei. Ombilicul li se taie cu unelte din bambus, sunt puși în leagăne de bambus, când sunt mari lucrează cu unelte de bambus și pe schele de bambus, la bătrânețe au toiage de bambus iar când mor sunt puși în sicrie de bambus.

## Legende
Oamenii unor culturi asiatice, de ex. în Insulele Andaman și Filipine, credeau că omenirea a apărut dintr-o tulpină de bambus.

## Alte aspecte
Mlădițele de bambus și frunzele sunt sursa principală de alimentare a ursului panda (Ailuropoda melanoleuca).